# Jordon Ibe
Jordon Femi Ashley Ibe (* 8. Dezember 1995 in Bermondsey, London) ist ein momentan vereinsloser englischer Fußballspieler nigerianischer Abstammung. 

## Karriere

### Vereine
Der im Londoner Stadtteil Bermondsey geborene Ibe begann seine Karriere 2003 in der Jugend von Charlton Athletic und wechselte 2011 zu den Wycombe Wanderers. Dort kam er bereits im Oktober 2011 im Alter von 15 Jahren in der drittklassigen Football League One zu ersten Einsätzen. Im Januar 2012 wurde der FC Liverpool auf den Linksaußen aufmerksam und verpflichtete ihn für seine Jugendmannschaft.
Am 19. Mai 2013 kam Ibe beim 1:0-Sieg im Heimspiel gegen die Queens Park Rangers zu seinem Debüt in der Premier League. In der Rückrunde der Saison 2013/14 spielte er auf Leihbasis bei Birmingham City in der Football League Championship, in dessen Diensten er am 25. März 2013 beim 3:2-Sieg beim FC Millwall mit dem Tor zur 1:0-Führung in der 18. Minute seinen ersten Pflichtspieltreffer im Profifußball erzielte. In der Saison 2014/15 wurde er an den ebenfalls zweitklassigen Verein Derby County verliehen, kehrte jedoch bereits im Januar 2015 wieder zum FC Liverpool zurück. Am 19. Februar 2015 kam er beim 1:0-Sieg im Sechzehntelfinale gegen Beşiktaş Istanbul zu seinem ersten Einsatz in der Europa League und kam auch im Rückspiel eine Woche später zum Einsatz, das Liverpool jedoch im Elfmeterschießen verlor. Am 15. Mai 2016 erzielte Ibe beim 1:1 gegen West Bromwich Albion sein erstes Premier-League-Tor.
Zur Spielzeit 2016/17 wechselte Ibe zum Ligakonkurrenten AFC Bournemouth, bei dem er einen Vierjahresvertrag unterschrieb. Mit seinem neuen Team verbrachte er die kommenden vier Spielzeiten in der höchsten englischen Spielklasse, ehe der Verein im vierten Jahr aus der Premier League 2019/20 abstieg. Jordan Ibe kam in seinem letzten Jahr in Bournemouth nur noch in zwei Ligapartien zum Einsatz und erhielt keinen neuen Vertrag.
Am 22. September 2020 wechselte der Flügelspieler zum Zweitligisten  Derby County, wo er einen Zweijahresvertrag erhielt. Hier kam er in seiner ersten Spielzeit zu nur einem Ligaeinsatz und der Vertrag wurde im Sommer 2021 vorzeitig beendet. Dann war Ibe sechs Monate ohne Verein, bis er im Januar 2022 zum türkischen Zweitligisten Adanaspor wechselte. Dort kam er allerdings zu keinem Einsatz und so verließ er den Klub im Sommer wieder. Seit dem 21. Juli 2022 ist Ibe nun vereinslos.

### Nationalmannschaft
Ibe debütierte am 24. Oktober 2012 beim 2:0-Sieg gegen Italien in der englischen U18-Nationalmannschaft. Für die U19-Auswahl kam er sechsmal zum Einsatz und erzielte vier Tore. Am 5. September 2014 machte er beim 6:0-Sieg gegen Rumänien sein erstes Spiel für die U20-Nationalmannschaft. Für die U21-Auswahl spielte Ibe von 2015 bis 2016 noch viermal.